# 北悉尼 (澳大利亞國會選區)
北悉尼選區（英語：Division of North Sydney），是澳大利亞新南威爾士州的下議院選區，位於該州北悉尼，選區亦因而得名。面積48平方公里。
選區始於1901年，是原始的七十五個國會選區之一。也是工黨在新州從未能攻下的兩個原始選區之一，自1998年起當區議員是自由黨的何奇（Joe Hockey）。